# Франсоа III (Бретан)
Франсоа III, херцог на Бретан (на френски: François III, Duc de Bretagne), известен още и като Франсоа, дофин на Франция (на френски: François, Dauphin de France), е първият син и наследник на френския крал Франсоа I и съпругата му Клод Френска.

## Живот
Франсоа е роден на 28 февруари 1518 г. в Амбоаз. Когато вижда първородния си син, Франсоа I възкликва: „красив дофин, който е най-красивото и могъщо дете, което може да си представите и което ще бъде възпитано най-лесно“. Кралицата отвръща: „кажете на баща му, че той [т.е дофинът] е по-хубав и от него“. През 1524 г. дофинът наследява титлата Херцог на Бретан от майка си, която умира същата година.
Един от най-важните моменти в краткия живот на Франсоа е пленничеството му в Испания. В битката при Павия от 1525 г. френските войски претърпяват жестоко поражение от испанските войски на Карл V, а самият крал Франсоа I попада в плен на враговете си. За да бъде освободен, френският крал подписва договора от Мадрид (1526). За да си осигури спазването на договора от страна на французите, Карл V настоява Франсоа I да бъде разменен срещу синовете си, които да бъдат испански пленници вместо баща си. Франсоа приема предложението. Размяната на краля с двамата му сина (Франсоа и Анри) е осъществена на 15 март 1526 г. на френско-испанската граница. Единадесетгодишният дофин и по-малкият му брат Анри прекарват следващите три години като заложници на Карл V – период, който преминава в постоянна опасност за живота им. Престоят в Испания е причината за меланхоличния характер на дофина и неговите предпочитания към тъмните одежди.
Дофинът Франсоа умира в Турон на 10 август 1536 г. Обстоятелствата около смъртта му са подозрителни, поради което е широко разпространено мнението, че той е бил отровен. Въпреки това, има сведения, че смъртта на дофина би могла да се дължи на заболяване – вероятно туберкулоза. Много исторически сведения свидетелстват, че здравето на дофина се влошило след годините, прекарани във влажна килия в Мадрид.
След една игра на тенис дофинът помолил за чаша вода, която му била поднесена от секретаря му – граф Монтечуколи. След като изпил водата, Франсоа се почувствал зле и няколко дни след това починал. Монтечуколи е един от хората, които Катерина де Медичи, снаха на дофина, довела със себе си от Италия. Монтечуколи е обвинен в отравянето на дофина под натиска на Карл V и след като претърсили квартирата му, в нея открили книги с рецепти на отровни отвари. Монтечуколи признал вината си, след като бил подложен на мъчения. Все пак едни от хората, които имали най-голям интерес от смъртта на дофина, е и Катерина де  Медичи – съпругата на Анри (след смъртта на брат си той става наследник на короната), която освен това е известна с интересите си към окултизма и приготвянето на отрови.